# Holy Trinity Church (Stratford-upon-Avon)

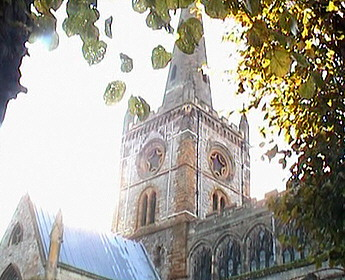
Die Holy Trinity Church

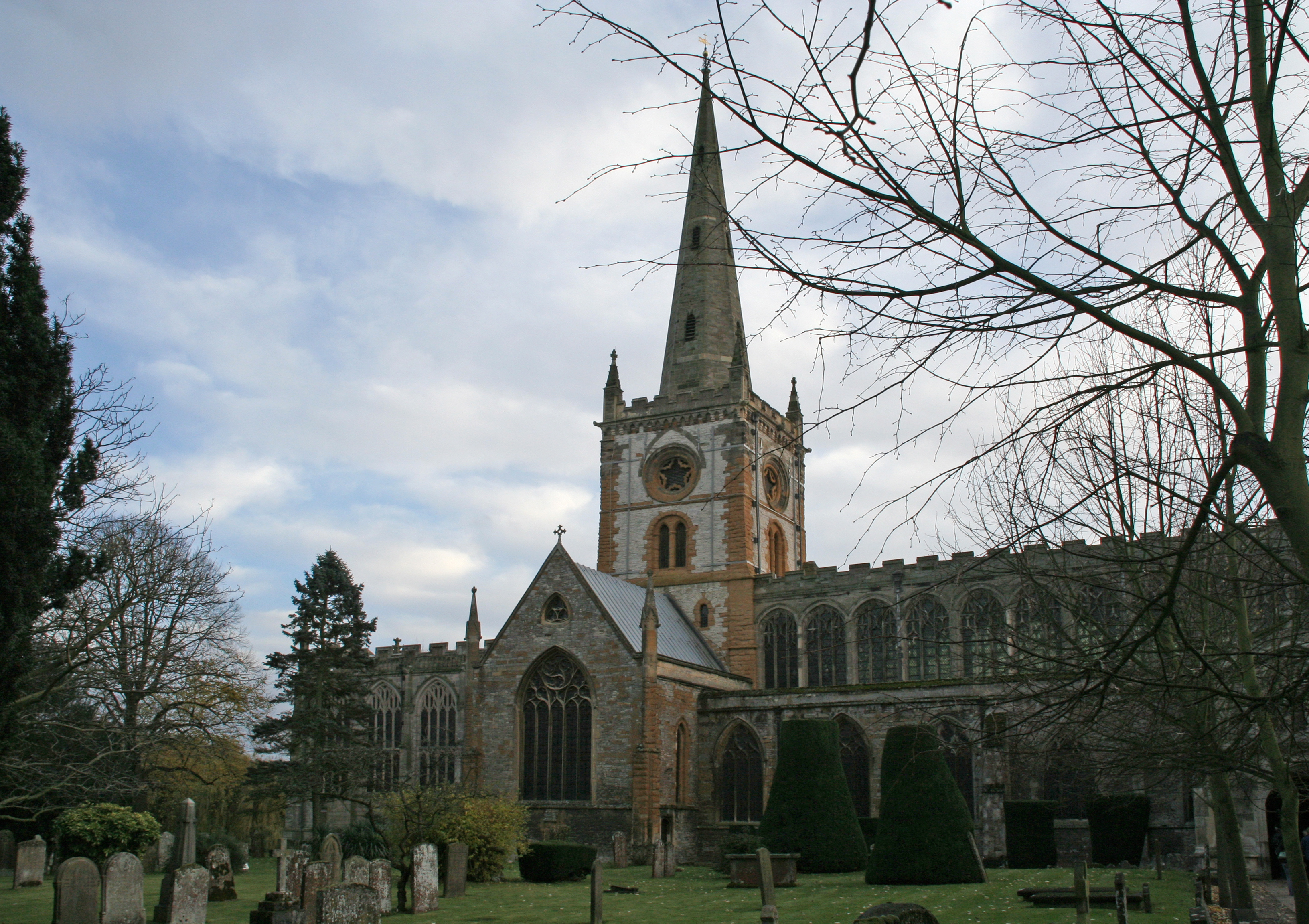
Kirche mit vorgelagertem Friedhof

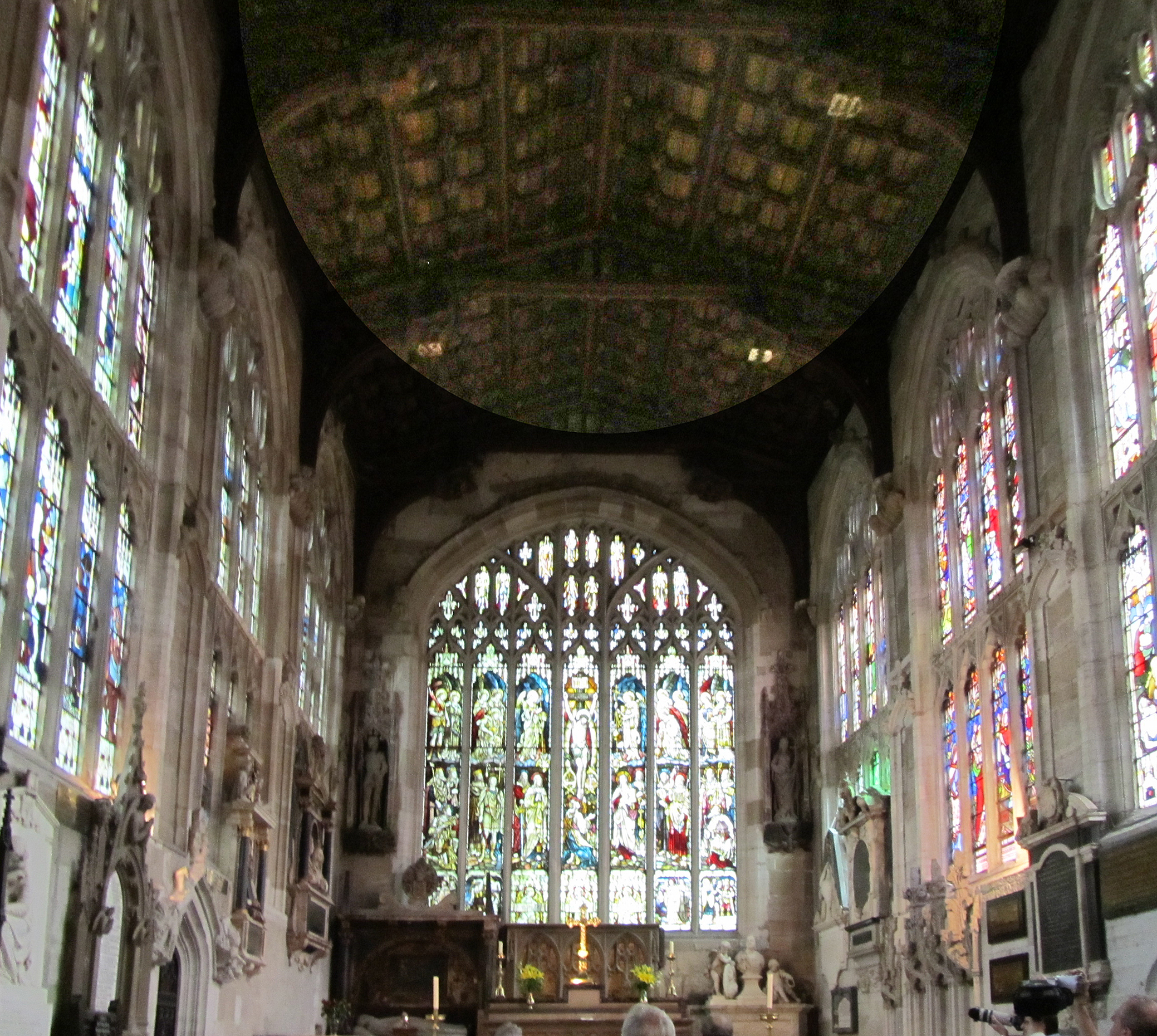
Blick auf den Chorraum

Die anglikanische Holy Trinity Church (Deutsch: Dreifaltigkeitskirche) in Stratford-upon-Avon ist berühmt als Tauf- und Grabkirche William Shakespeares und wird deswegen jährlich von Tausenden von Touristen besucht. Sie liegt einige hundert Meter außerhalb der Innenstadt, direkt am Fluss Avon, umgeben von einem kleinen Friedhof.
Die Kirche ist für Besucher geöffnet. Dazu müssen sie das Gebäude durch eine extrem niedrige Eingangstür von nur knapp 1,60 Meter Höhe betreten. Filmen und Fotografieren sind in der Kirche verboten.

## Geschichte
Eine erste Kirche an diesem Standort ist bereits im Jahr 845 erwähnt. Das heutige Gebäude aus Kalkstein stammt aus dem Jahr 1210 und wurde auf dem Gelände eines Sächsischen Kloster erbaut. Die Kirche ist das älteste Gebäude in Stratford.

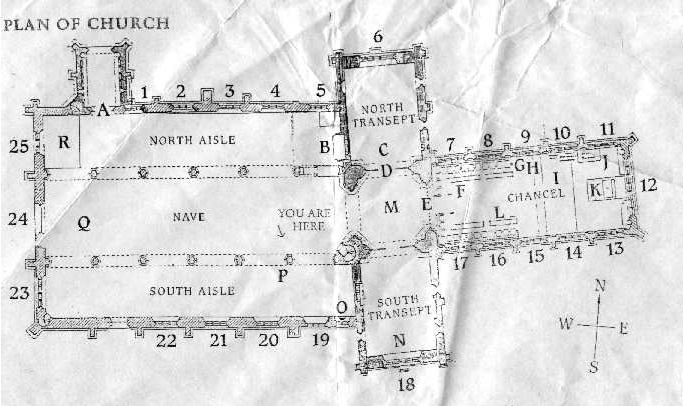
Bauplan
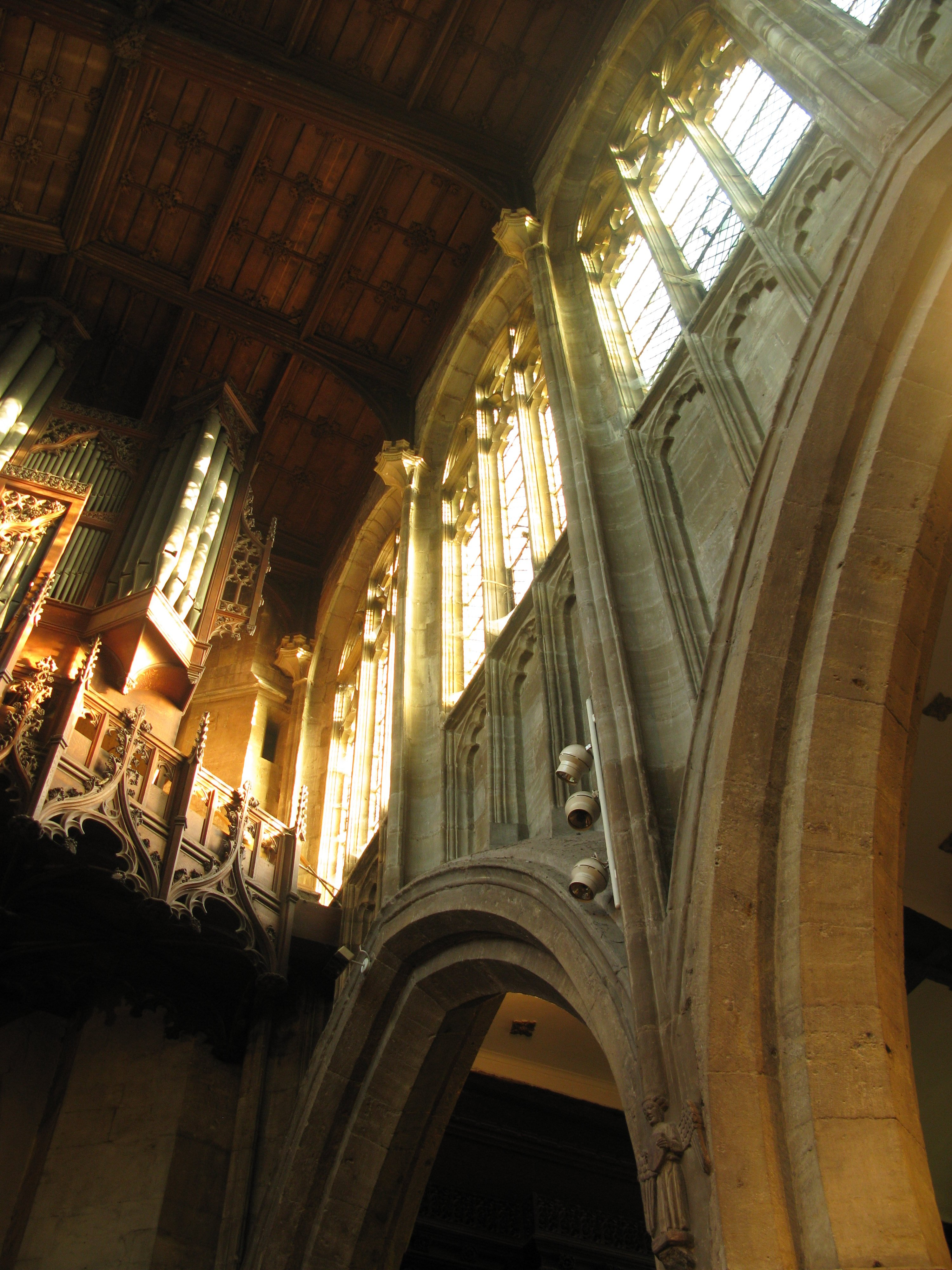
Blick in die Gewölbe
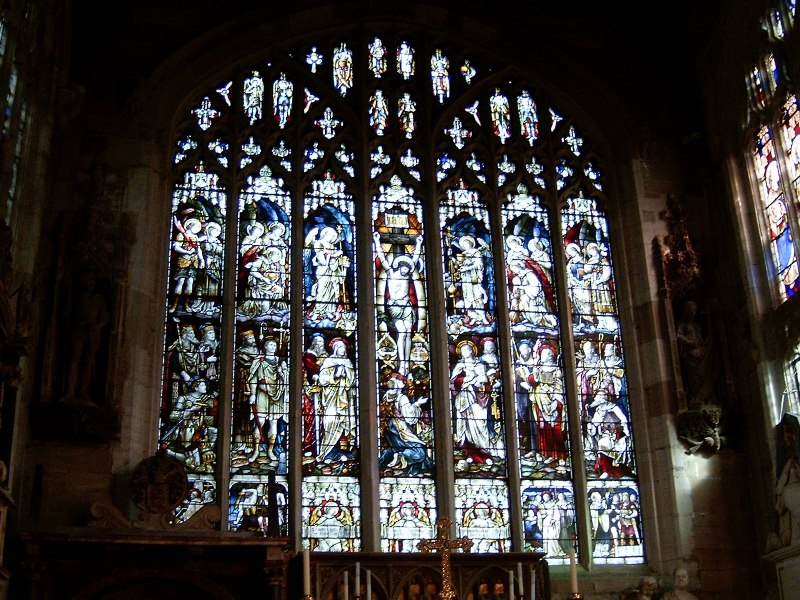
Großes Chorfenster
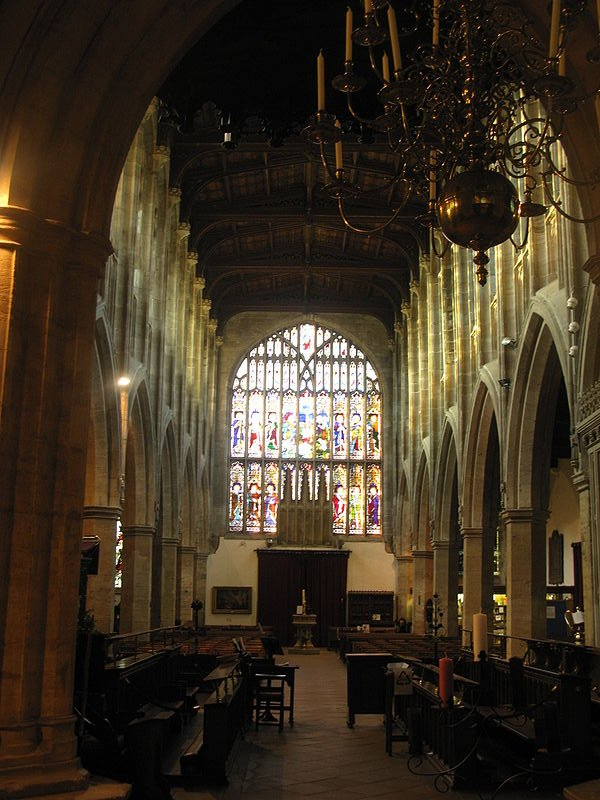
Blick auf den Chorraum

## Ausstattung
In der Kirche befinden sich einige historische Ausstattungsgegenstände, u. a. 26 Stühle aus dem 15. Jahrhundert im Chorraum, mit religiösen, mythologischen und weltlichen Schnitzereien.
Von Bedeutung sind auch die Fenster an der Ost- und der Westseite der Kirche, die überwiegend biblische und englische Heilige zeigen.

### Orgel

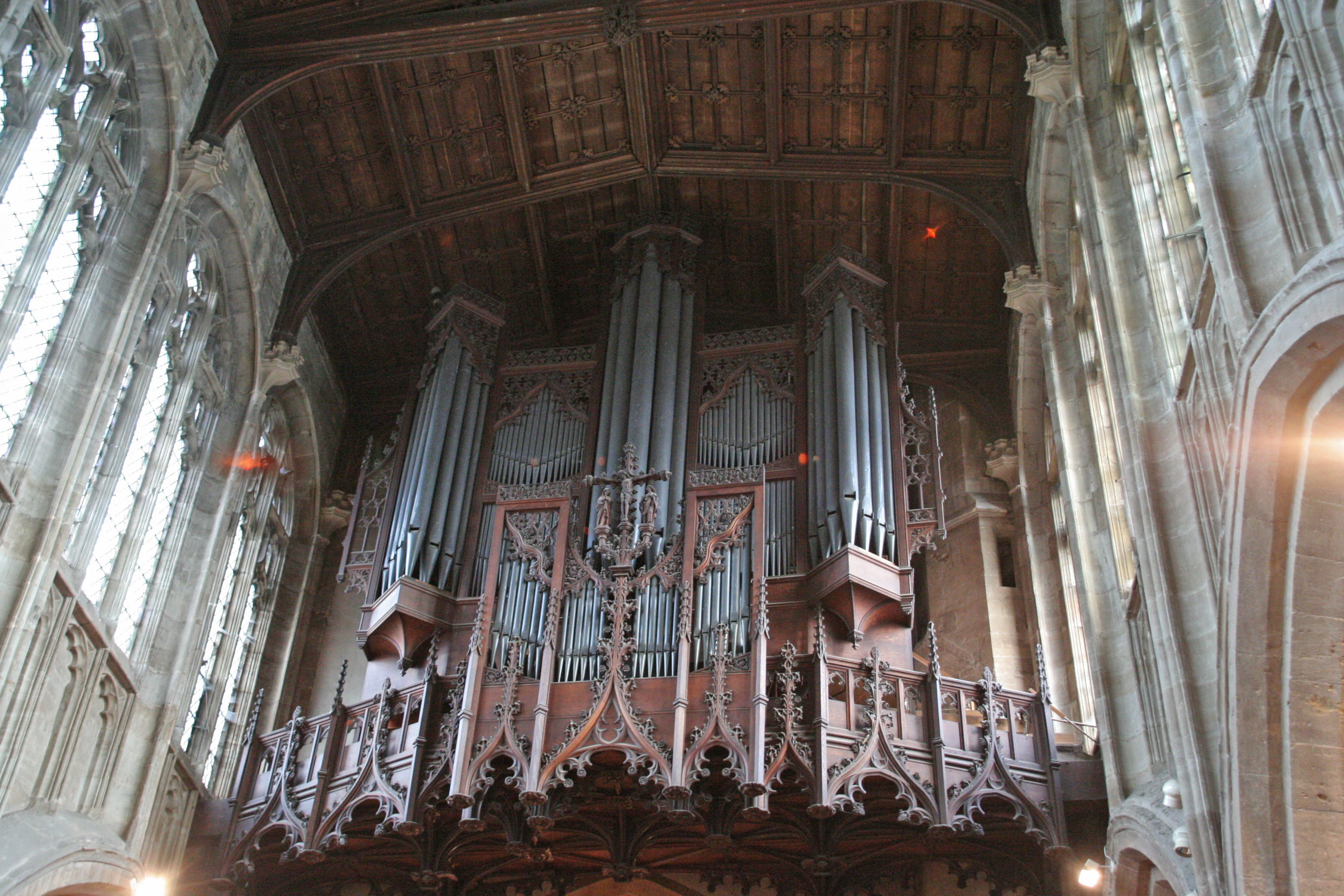
Blick auf die Orgel

Die Orgel wurde 1962 von den Orgelbauern Hill, Norman & Beard (London) erbaut und 1991 von der Orgelbaufirma Nicholson & Co (Worcester) reorganisiert. Das Instrument hat 50 Register auf vier Manualwerken und Pedal. Die Trakturen sind elektro-pneumatisch.
| I Choir C–c4     |       |
| Gedeckt          | 16′   |
| Geigen Principal | 8′    |
| Rohr Flute       | 8′    |
| Dulciana         | 8′    |
| Gemshorn         | 4′    |
| Harmonic Flute   | 4′    |
| Piccolo          | 2′    |
| Fifteenth        | 2′    |
| Nineteenth       | 1 ⁄3′ |
| Clarinet         | 8′    |
| Tuba Mirabilis   | 8′    |
|                  |       |
| Tremulant        |       |

| II Great C–c4        |     |
| Double Open Diapason | 16′ |
| Open Diapason        | 8′  |
| Hohl Flute           | 8′  |
| Principal            | 4′  |
| Harmonic Flute       | 4′  |
| Fifteenth            | 2′  |
| Sesquialtera II      |     |
| Mixture IV           |     |
| Posaune              | 8′  |
| Tuba Mirabilis       | 8′  |

| III Swell I C–c4 |     |
| Gedeckt          | 8′  |
| Viola da Gamba   | 8′  |
| Principal        | 4′  |
| Stopped Flute    | 4′  |
| Flageolet        | 2′  |
| Mixture III      |     |
| Contra Fagotto   | 16′ |
| Hautboy          | 8′  |
|                  |     |
| Tremulant        |     |

| IV Swell II C–c4 |     |
| Open Diapason    | 8′  |
| Hohl Flute       | 8′  |
| Salicional       | 8′  |
| Voix Celeste     | 8′  |
| Principal        | 4′  |
| Fifteenth        | 2′  |
| Mixture III      |     |
| Vox Humana       | 8′  |
| Double Trumpet   | 16′ |
| Cornopean        | 8′  |
| Clarion          | 4′  |
|                  |     |
| Tremulant        |     |

| Pedal C–g1    |     |
| Subbass       | 16′ |
| Open Diapason | 16′ |
| Bourdon       | 16′ |
| Violone       | 16′ |
| Principal     | 8′  |
| Bass Flute    | 8′  |
| Violoncello   | 8′  |
| Fifteenth     | 4′  |
| Posaune       | 16′ |
| Trombone      | 16′ |

- Koppeln:

## Shakespeare

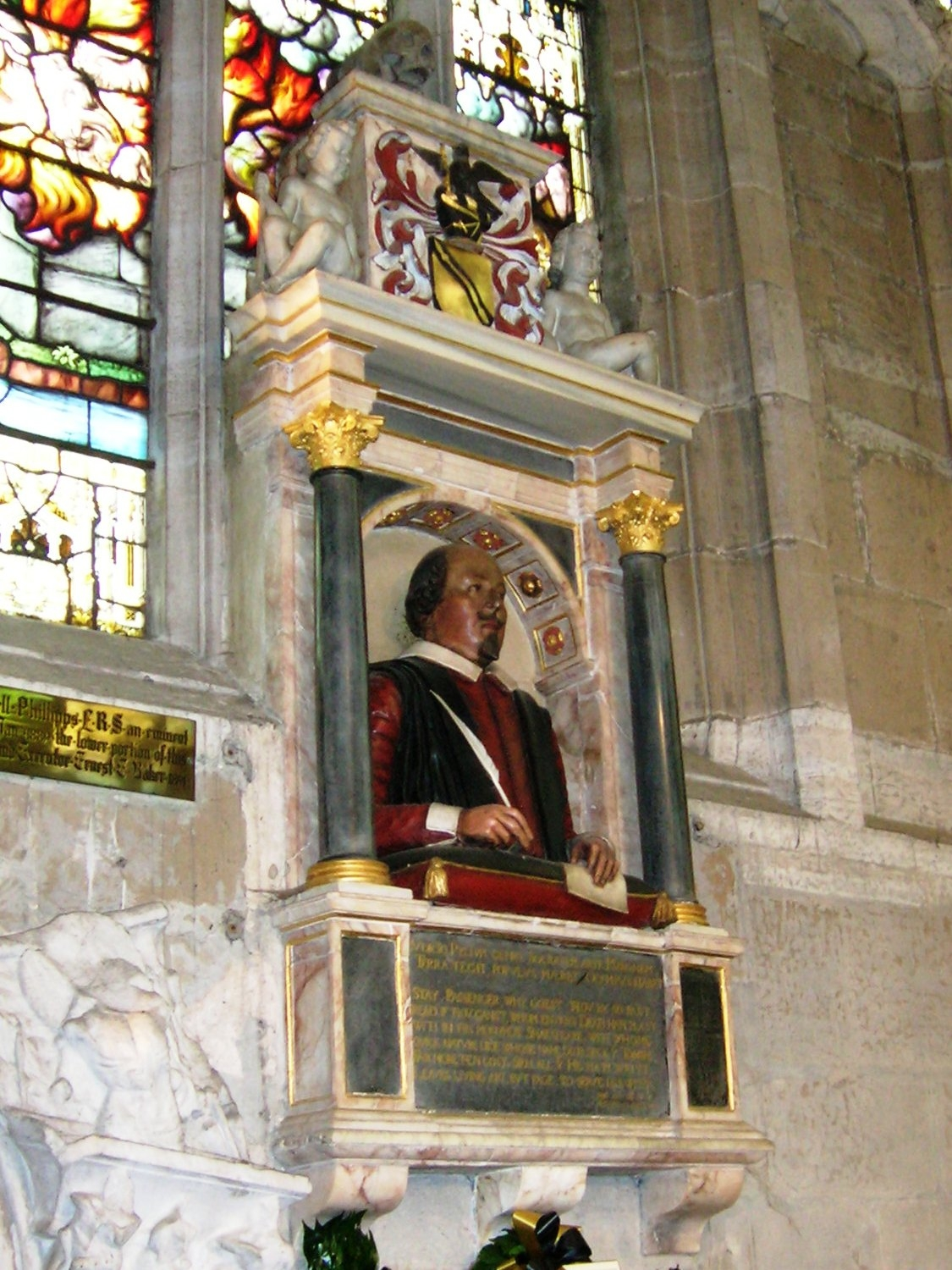
Shakespeares Grabmonument

Im Inneren der Kirche befindet sich die Grabstätte von William Shakespeare. Der Dichter wurde der Überlieferung nach sieben Meter tief beerdigt, um Grabraub zu verhindern. Zudem steht auf einer Grabinschrift oberhalb dieser Stelle der warnende Vierzeiler
Good friend, for Jesus’ sake forbear,
To dig the dust enclosed here.
Blest be the man that spares these stones,
But cursed be he that moves my bones.
Guter Freund, um Jesu Willen verzichte darauf,
den Staub, der hier eingeschlossen ist, auszugraben.
Gesegnet sei der Mensch, der verschont diese Steine,
und verflucht sei er, der bewegt meine Gebeine.

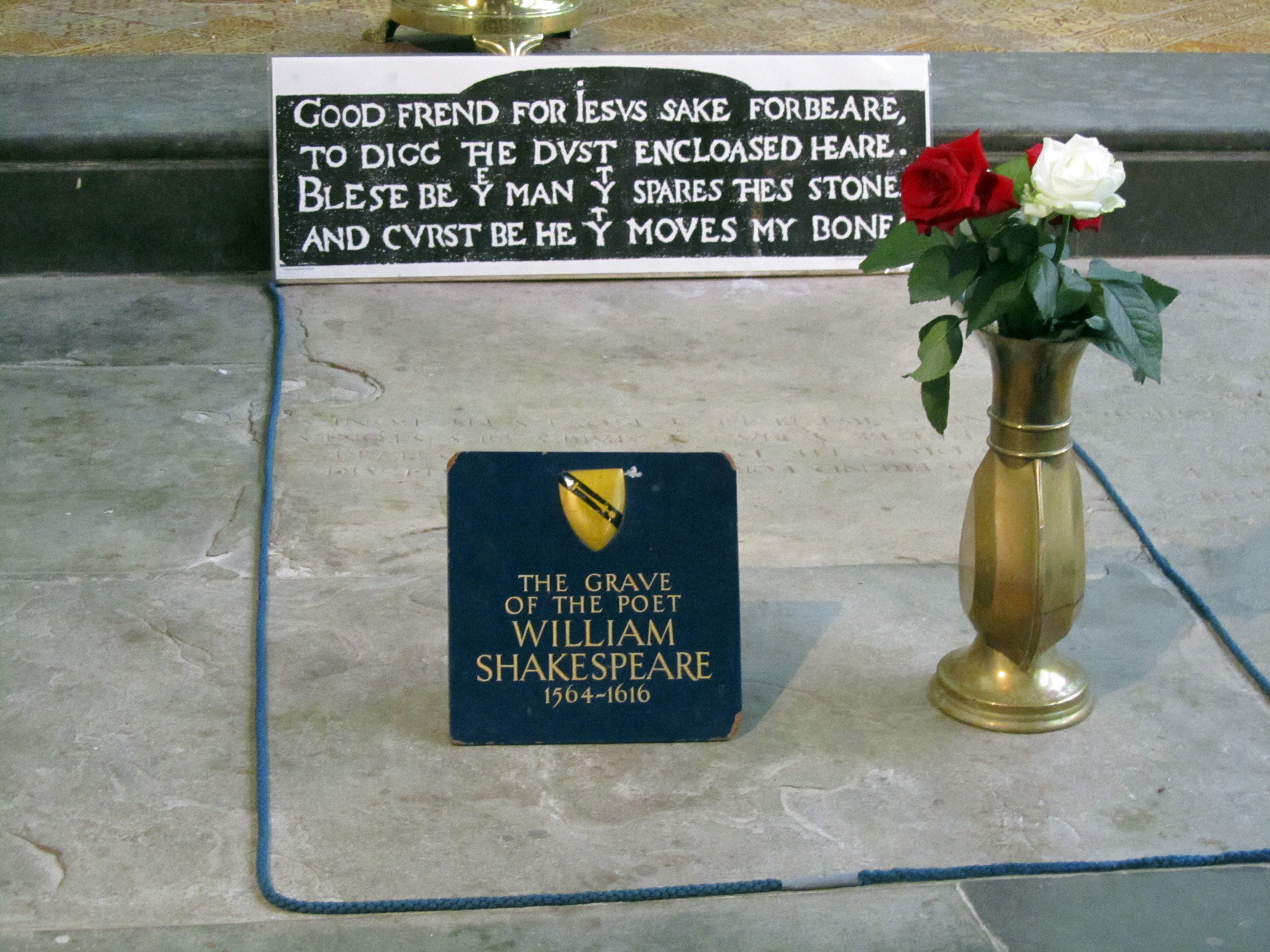
Grabstätte
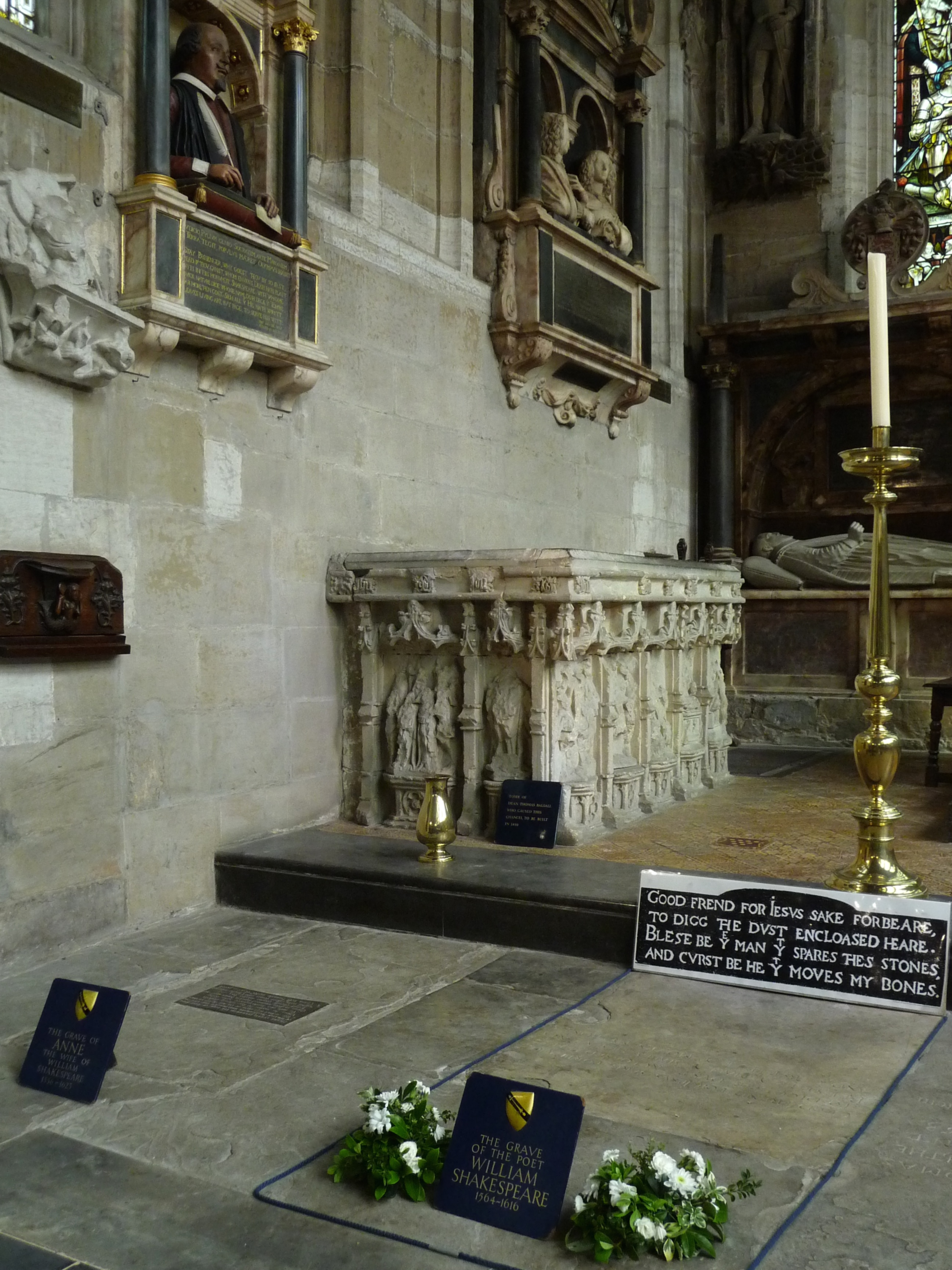
Blick auf Grabstätte und Grabmonument
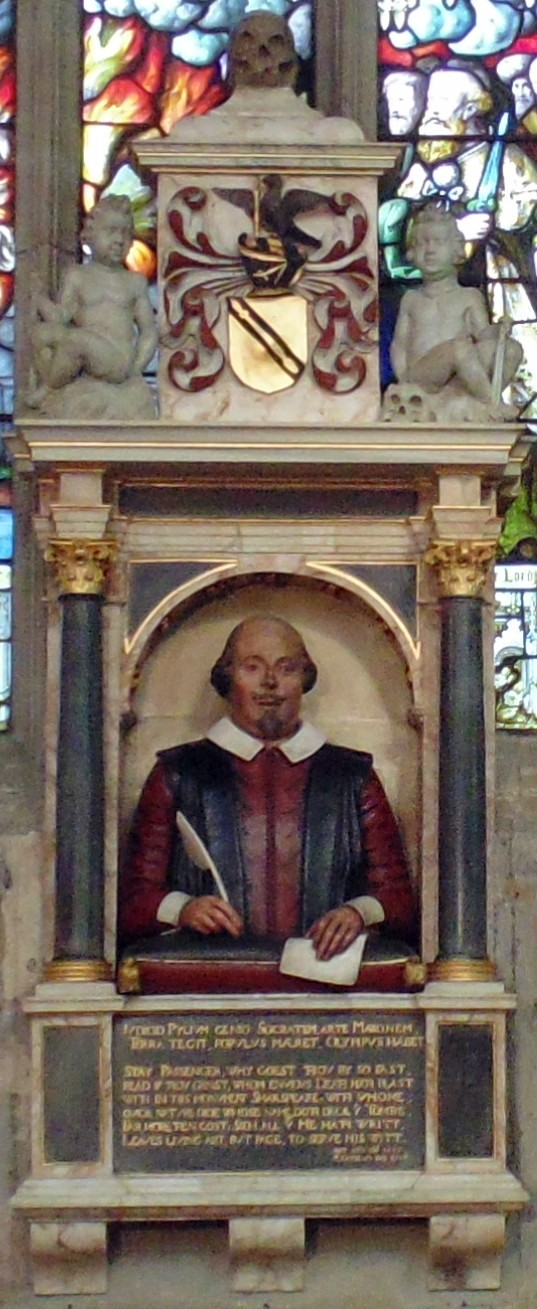
Nahaufnahme Grabmonument